# Bigarello
Bigarello ist eine Fraktion der Gemeinde (comune) San Giorgio Bigarello in der Provinz Mantua (Region Lombardei). Der Ort liegt etwa 10,5 Kilometer nordöstlich von Mantua unmittelbar an der Grenze zur Provinz Verona (Venetien).

## Geschichte
Bigarello war bis 2018 eine eigenständige Gemeinde und bildet seit dem 1. Januar 2019 mit San Giorgio di Mantova die Gemeinde San Giorgio Bigarello. Zum ehemaligen Gemeindegebiet gehörten noch die drei Fraktionen: Bazza,  Gazzo und Stradella.

## Verkehr
Der Bahnhof Gazzo di Bigarello liegt an der Bahnstrecke von Mantua nach Monselice.